# Голопланктон
Голопланкто́н (греч. ηολοσ — целый, весь и πλανκτον — блуждающие) — разновидность планктона, представленного совокупностью организмов, проводящих весь жизненный цикл в толще воды — пелагиали. К голопланктону относятся представители бактериопланктона, фитопланктона, зоопланктона и  некоторые динофлагелляты, а в широком смысле — и частично ихтиопланктон. Термин «голопланктон» (holoplankton) был предложен в конце XIX века австрийским ботаником, зоологом и ихтиологом Иоганном Якобом Геккелем (нем. Johann Jakob Heckel, 1790—1857). Голопланктон противопоставляется временному планктону — меропланктону.
Размеры отдельных представителей голопланктона варьируют от нескольких микрон у протистов до более одного метра у рыб и медуз. Голопланктон, представленный одноклеточными и мелкими многоклеточными беспозвоночными, а также мелким ихтиопланктоном, играет важную роль в питании рыб и других пелагических, в том числе планктонных, и донных гидробионтов — медуз, сальпид, губок, кораллов, актиний, двустворчатых моллюсков, кальмаров и морских млекопитающих. Специализирующиеся на постоянном питании планктоном (голопланктоном) гидробионты называются планктофагами.